# Pierre Teilhard de Chardin
Pierre Teilhard de Chardin, född 1 maj 1881 i Orcines, på slottet Sarcenat (i Puy-de-Dôme i Frankrike), död 10 april 1955 i New York, var en fransk präst och vetenskapsman, adelsman och avlägsen släkting till Voltaire. Han var en av ekoteologins pionjärer.

## Studier och prästvigning
År 1899 blev Teilhard de Chardin novis hos jesuiterna i Aix-en-Provence. Han prästvigdes år 1911 efter att ha avslutat sina teologistudier på Jersey i Engelska kanalen, eftersom den franska staten hade konfiskerat alla kyrkliga byggnader och institutioner år 1905 under inflytande av en stark antiklerikalism.
Teilhard de Chardin hade utbildat sig till paleontolog, ett relativt nytt ämne på den tiden, och började året efter sin prästvigning arbeta på det naturhistoriska museet i Paris. Där samarbetade han med Marcellin Boule, som var den förste som hade undersökt ett fullständigt skelett av en neanderthalare.

## Krig och tänkandets första skisser
När kriget bröt ut mobiliserades den unge prästen i ett kompani som bestod uteslutande av marockanska muslimer. Han utmärkte sig för mod och beredvillighet och tog emot både la médaille militaire och la légion d'honneur. Det var också under kriget som han fick några av sina grundläggande intuitioner och skrev texter som skulle återspeglas i hela hans efterföljande verk. Han förde en dagbok och hade en intensiv korrespondens med sin kusin Marguerite Teilhard-Chambon, i vilken man kan se de första dragen av hans tankegångar.

## Första resan till Kina
År 1916 publicerade Teilhard de Chardin sin första essä, La Vie Cosmique och tre år senare Puissance Spirituelle de la Matière. Under tiden fortsatte han sina studier. Mellan 1922 och 1926 tog han akademisk grundexamen (licence) naturvetenskap tre gånger – i geologi, botanik och zoologi – och försvarade sin doktorsavhandling (Mammifères de l'Eocènes inférieur français et leurs gisements). Naturhistoriska museet i Paris sände honom till Kina 1923. Det var i öknen Ordos som han skrev Mässan över världen, en av hans mest berömda texter, där han befinner sig i utan bröd och vin och utan församling (alla de andra medlemmarna i expeditionen var buddhister) och därför utvecklar en lång meditation över Guds närvaro i materien.

## Misstänksamhet från Vatikanen
När han återkom till Paris började han undervisa på det Katolska Institutet (Institut catholique), den katolska högskolan i Paris. En text han hade skrivit om arvsynden skapade emellertid problem; den hade sänts till en bekant som i sin tur (utan författarens vetskap) sände den till Rom, där den väckte missnöje inom vissa kyrkliga kretsar. Till följd av detta bad Jesuitorden honom att lämna lärartjänsten och återvända till den geologiska forskningen i Kina. Det var underförstått att Vatikanen föredrog att han förblev i Asien.

## Vetenskaplig karriär och resor
Teilhard de Chardin kom att tillbringa en stor del av sitt mycket rörliga liv utanför Europa. I Kina var han med och upptäckte homus sinanthropus 1926 och färdades över hela Kina, ofta under primitiva eller äventyrliga omständigheter. Fram till 1951, då han bosatte sig i New York, gjorde Teilhard de Chardin en uppmärksammad vetenskaplig karriär och många resor: till Etiopien 1928, USA 1930, Indien 1935, Java 1936, Burma 1937 och Sydafrika 1951 och 1953. År 1950 blev han invald i den franska Vetenskapsakademin.

## Publiceringsförbud och litterär verksamhet
Enligt den då rådande kyrkliga ordningen fick en troende katolik, i synnerhet en ordenspräst, inte publicera något utan kyrkans offentliga medgivande. Imprimaturen var vanligtvis en formalitet som en biskop hade ansvar för. På grund av de katolska myndigheternas misstänksamhet gentemot Teilhard de Chardins framställning av den kristna tron blev emellertid inte ett enda av hans verk utgivet under hans livstid. Hans tänkande blev bekant främst genom föredrag och stencilerade texter som spreds bland hans vänner och beundrare.
Teilhard de Chardin följde jesuitordens princip om absolut lydnad, men försökte gång på gång mildra Vatikanens inställning och skrev ofta om texter och böcker flera gånger. Förbudet lyftes aldrig, men han hindrades inte i övrigt i sin verksamhet. Han kan numera anses fullt rehabiliterad av det romerska läroämbetet, eftersom påvarna Benedictus XVI och Franciskus citerar honom i sina läroskrivelser.
Efter hans död ägnade sig Jeanne Mortier, som han gjort till sin litterära arvinge, åt att ge ut hans verk (de rent vetenskapliga texterna undantagna). Tillsammans utgör de tretton volymer, varav endast en hittills har översatts till svenska. 
- I - Le Phénomène Humain, (1955), svensk översättning: Fenomenet människan (1961)
- II - L'Apparition de l'Homme, (1956)
- III - La Vision du Passé, (1957)
- IV - Le Milieu Divin, 1957
- V - L'Avenir de l'Homme, (1959)
- VI - L'Énergie Humaine, (1962)
- VII - L'Activation de l'Énergie, (1963)
- VIII - La Place de l'Homme dans la Nature, (1965)
- IX - Science et Christ, 1965
- X - Comment je crois, (1969)
- XI - Les Directions de l'Avenir, (1973)
- XII - Écrits du Temps de la Guerre, (1975)
- XIII - Le Cœur de la Matière, (1976)

## Vetenskaplig betydelse och kontroverser
Teilhard de Chardin var en betydande naturvetenskapsman på sin tid, men mycket av vad han skrev inom det rent naturvetenskapliga området har förlorat sin aktualitet. Redan under hans levnad förekom en kontrovers angående den så kallade Piltdown-människan, som en expedition i vilken Teilhard de Chardin deltog hade funnit i England. Det visade sig senare vara ett lurendrejeri, och har aldrig blivit förklarat på tillfredsställande vis. Teilhard de Chardins roll inom expeditionen hade emellertid varit obetydlig och anklagelserna mot honom, pådrivna särskilt av Stephen Jay Gould, anses numera obefogade.

## Kristen utvecklingslära
Teilhard de Chardins bestående betydelse ligger inom den andliga och metafysiska reflektion av mycket originellt slag som han utvecklade beträffande utvecklingsläran och materiens relation till anden. Charles Darwins utvecklingslära, Vladimir Vernadskijs geologi och den kristna skapelsetron förenas av honom i en holistisk vision av ”det mänskliga fenomenet.” Detta uppfattar han som en utvecklingsetapp som leder till ”noossfären” (från det grekiska ”noos”, medvetande eller sinne). Denna ”sfär” förbereder i sin tur ankomsten av en gestalt som han kallar ”den kosmiske Kristus.” Den yttersta spetsen på all evolution är ”omegapunkten.”
Den kosmiske Kristus framträder i en tid då allt medvetande samlas enligt principen av ”mittpunkternas sammanväxande.” Varje mittpunkt, varje personligt medvetande, leds nämligen till ett allt intensivare samarbete med de andra medvetandecentra med vilka det står i kommunikation. Det är detta som ger upphov till noossfären. När det enskilda alltmer blir ett med allt, utan att för den skull förlora sin individualitet, tilltar medvetandet. Här fungerar "Omega" som ett slags attraktionskraft, både på individuell loch kollektiv nivå. Mångfaldigandet av centra som återspeglar helheten av harmoniserade centra bidrar till den andliga uppståndelsen eller den kosmiske Kristi uppenbarelse.

## Alltomsvepande kommunikation
Teilhard de Chardin föreställde sig noossfären som ett slags hölje av mänsklig kommunikation som omger jorden. Man kan, man så vill, associera mellan denna vision och internet, som kom till fyrtio år efter den franske tänkarens död, även om många liknande tankar om ett slags kollektiv psykisk sfär förekommit tidigare i filosofins historia, t.ex. hos den arabiske filosofen Ibn Rushd (Averroes). Språket som en gemensam "andlig" sfär står också i centrum för en stor del av nutida filosofi.

## Moralisk utveckling
Teilhard de Chardin förde också fram hypotesen att en moralisk utveckling följer på den biologiska utvecklingen. Man finner ingen ömhet gentemot avkomlingar bland reptilerna, men däremot bland däggdjuren, som kom senare. Även om mänskligheten regelbundet får utbrott av våld och grymhet anstränger den sig för att upprätta olika former av solidaritet (Röda Korset och liknande institutioner). Den fysiska evolution som leder till människohet (”hominisation”) kan alltså sägas följas av en andra, mindre uppmärksammad, evolution som leder till förmänskligande (”humanisation”). Enligt Teilhard de Chardin är det den allt större komplexiteten i nervstrukturen som ger upphov till detta – däggdjur har mera komplicerade hjärnor än reptiler och så vidare.

## Andens kraft
I den vision han utvecklar finns det en syn på ett slags ”kraft” som leder från en nivå till en annan. Hur kommer det sig till exempel att livet en gång uppstod på jorden? Vad var det som tillät detta språng från materia till liv? Den stora kraften förflyttades därmed från materien till alla livsformerna – jorden skulle inte kunna ”göra om” detta enorma språng om livet utplånades från jordens yta. I myllret av allt levande samlade sig kraften långsamt, enligt utvecklingens alla skeden, i människan. Det är alltså hon som utgör spetsen på utvecklingen nu. Det är också i henne som allt förberedes för ett nytt, avgörande språng som leder till ett högre medvetande. Teilhard de Chardin lär ha myntat uttrycket "Vi är inte mänskliga varelser som har en andlig erfarenhet. Vi är andliga varelser som har en mänsklig erfarenhet".

## Det yttersta mötet
Teilhard de Chardins tänkande uppvisar möjligen en ytlig likhet med Nietzsche men Teilhard de Chardin ansåg att Nietzsches tankar om övermänniskan hade sitt ursprung i en förenklad syn på det förflutna. Som paleontolog var Teilhard de Chardin väl medveten om nutidsmänniskans evolutionära bakgrund. "Punkt Omega" är snarare en utomhistorisk, mystik vision, i vilken skapelsen uppenbarar sig som Guds fysiska hölje i mötet mellan Gud, ursprunget, det ursprungliga Ordet och jordens samlade och harmoniserade medvetande.

## Mottagande och betydelse i vetenskap och teologi
Teilhard de Chardins märkliga syntes mellan utvecklingsläran och den kristna tron fick ett stort genomslag i vissa kretsar inom främst den katolska kyrkan, särskilt under tiden under och efter Andra Vatikankonciliet. Han rönte också uppmärksamhet inom anglikanska kretsar och här och var i Sverige. Den naturvetenskapliga världen har dock oftast bemött hans teorier kyligt, även om nutida tvärvetenskapliga kosmologiska teorier och evolutionsforskning på många sätt berör hans tematik. Vatikanen återupprättade honom delvis under 1990-talet, men har fortsatt att ifrågasätta vissa av hans slutsatser från kristen synpunkt. Att han har haft ett stort indirekt inflytande över modernt kristet tänkande är dock obestridligt. Man har också framhävt likheten mellan hans tankegångar och både tidigare filosofiska hållningar, och religiös mystik inom judendom, islam samt kristendom. 